# Rosacroce

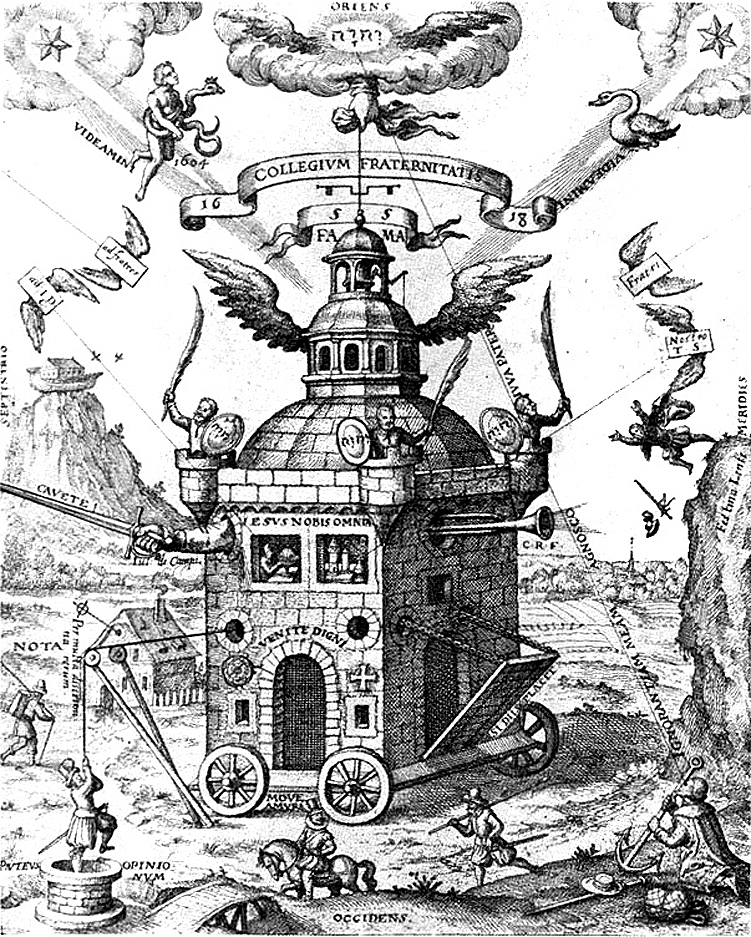
Il tempio della Rosacroce, da Speculum sophicum, 1618, Teophilus Schweighardt Constantiens, pseud. di Daniel Mögling

Rosacroce (dal tedesco Rosenkreuzer) o Rosa-Croce è il nome di un ordine segreto iniziatico improntato alla cabala e al misticismo cristiano, menzionato storicamente per la prima volta nel XVII secolo in Germania, sebbene l'accostamento della rosa alla croce sia già presente nel Rosarium philosophorum, opera del XIII secolo.
L'effettiva esistenza dell'Ordine, i cui capofila all'epoca non sono mai stati rintracciati, come la figura del suo leggendario fondatore Christian Rosenkreuz, è stata ritenuta dagli storici poco probabile, e gli opuscoli che ne rivelavano l'esistenza considerati una finzione orchestrata in ambienti protestanti, anche perché l'unico autore noto di uno di questi vi avrebbe accennato come ad un ludibrium, cioè ad uno scherzo di gioventù. Le molte leggende che riguardano l'ordine sono quindi state ritenute prive di fondamento, sebbene vi siano anche storici che le reputano attendibili, come Arthur Edward Waite, Paul Arnold, o Frances Yates.
A ogni modo, nei sei anni successivi alla pubblicazione del primo manifesto di presentazione della Confraternita, avvenuta nel 1614 a Kassel, presero posizione nei suoi confronti sia avversari che difensori, tra i quali si contano più di quattrocento pubblicazioni in tutta Europa aventi contenuti omogenei su temi come ermetismo, alchimia e kabbalah, che riprendendo conoscenze elaborate anche da diversi teosofi e pensatori rinascimentali, portarono alla formulazione di una dottrina o un sistema di pensiero «rosacrociano».
A partire dal XVII secolo fino ad oggi, inoltre, sono sorte svariate associazioni esoteriche che hanno rivendicato la propria derivazione, in tutto o in parte, dall'ordine dei Rosa-Croce del XVII secolo, o fanno riferimento alla «tradizione rosacrociana» o all'eredità di Cristiano Rosa-Croce. I membri di questi ordini si fanno chiamare «rosacrociani», ed il termine «Rosa-Croce», nel loro linguaggio, sta a indicare uno stato di perfezione morale e spirituale.
Come archetipo di società segreta onnipotente e di origini immemorabili, i Rosa-Croce ricorrono infine nella letteratura esoterica (ad esempio nel romanzo Zanoni) spesso come successori dei Cavalieri del Graal e dei Templari.

## Storia

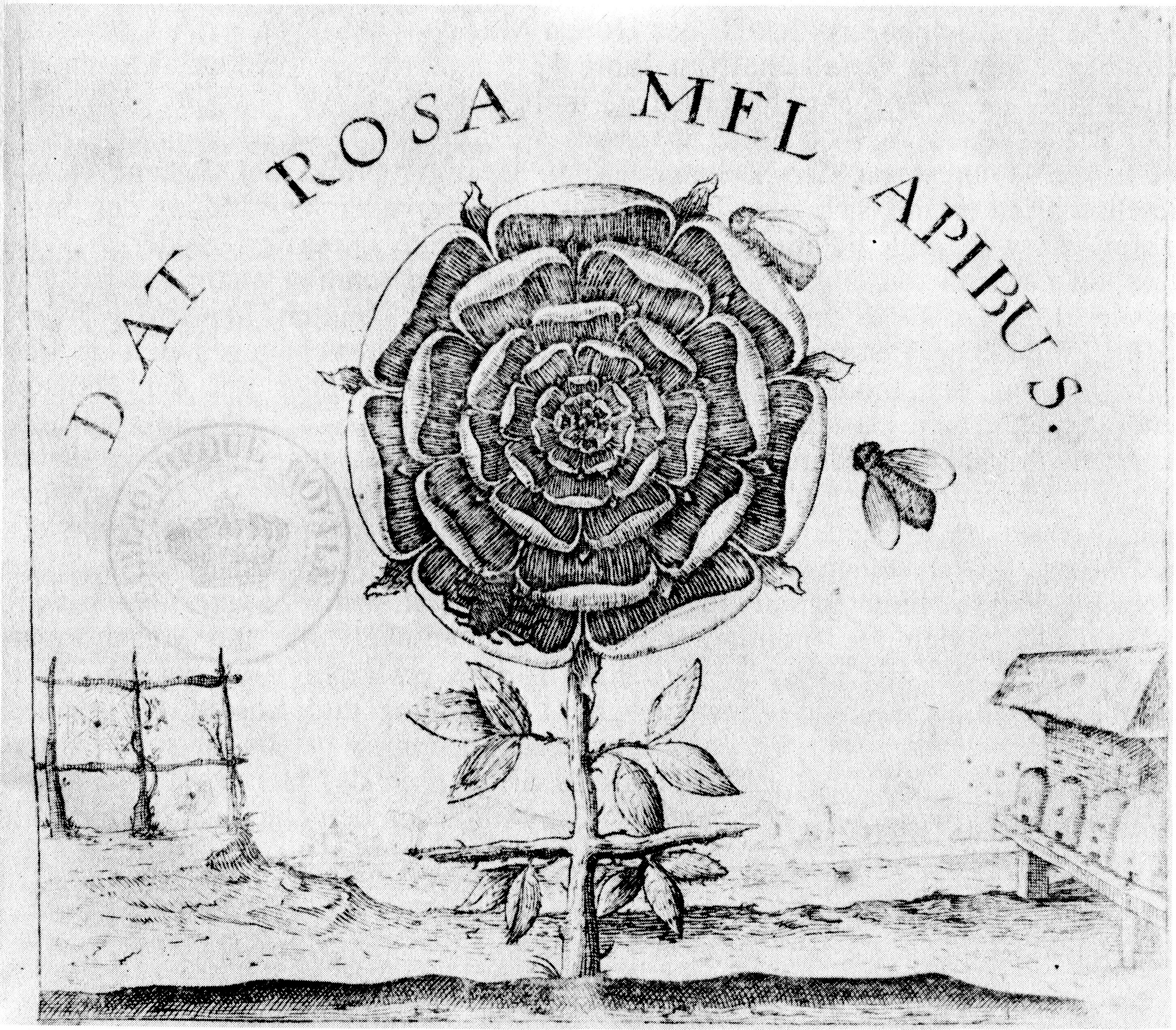
Croce sormontata da una rosa, incisione dal Summum Bonum di Robert Fludd (1629), che riporta la scritta in latino «Dat Rosa Mel Apibus», uno dei motti ermetici dei Rosacroce, che significa «la rosa dà il miele alle api»

### Le origini e il XVII secolo
Nel 1614 comparve a Kassel un opuscolo anonimo dal titolo Fama fraternitatis Rosae Crucis, che raccontava la vita di Christian Rosenkreuz (Cristiano Rosacroce): passati 120 anni dalla sua morte si sarebbe ritrovato il suo corpo ancora intatto, circondato da simboli e insegne iniziatici. L'opuscolo forse era circolato come manoscritto già a partire dal 1610.
L'anno seguente comparve un secondo opuscolo sull'argomento (Confessio Fraternitatis) e nel 1616 fu pubblicata un'opera del teologo Johannes Valentinus Andreae (1586-1654), avente per argomento Le nozze chimiche di Christian Rosenkreutz. Ad Andreae si possono forse attribuire anche i due opuscoli precedenti. Successivamente egli descrisse i Rosacroce come un ludibrium, un termine latino con il significato di "scherzo", scherno pesante e offensivo. Secondo Frances Yates l'uso del termine andrebbe tuttavia inteso nel senso di una sorta di Divina Commedia e indica un'allegoria drammatica legata agli anni tumultuosi che precedettero in Germania la guerra dei trent'anni.
Queste pubblicazioni causarono un grande fermento in tutta Europa, che portò non solo a numerose ristampe, ma anche a discussioni, con opuscoli favorevoli o contrari, i cui autori spesso non conoscevano nulla dei veri scopi degli originari autori e in qualche caso è probabile si siano divertiti a spese dei loro lettori. Gli autori delle opere dei Rosacroce erano in generale favorevoli al Luteranesimo e in opposizione al Cattolicesimo, altri, come John Heydon, ammisero di non essere dei Rosacroce, ma di aver utilizzato titoli suggestivi per le loro opere per favorire la divulgazione dei loro studi ermetici.
Poiché i presunti autori dei manifesti rosacrociani ne hanno rifiutato la paternità o hanno detto che si trattava di uno scherzo, ed essendo dubbia l'esistenza stessa del movimento, il quale comunque dichiaratamente affermò di fondarsi sulla segretezza dei suoi membri, è evidente che chiunque poteva dirsi appartenente ai rosacrociani senza timore di smentita e viceversa a poco valeva negare l'appartenenza al movimento: pertanto non c'è quindi modo di saperlo con esattezza.
Dunque, anche se non fosse mai esistita una fratellanza chiamata "Rosacroce", è un dato di fatto che esistettero pensatori che si ispirarono ai manifesti rosacrociani. Questi autori vanno considerati come esponenti di un movimento poi definito "rosacrociano". Tra questi vanno citati, in primis, il medico e alchimista inglese Robert Fludd, il medico, alchimista e musicista tedesco Michael Maier, il teologo Danier Cramer, l'alchimista Daniel Mögling, alias 'Teophilus Schweighardt Constantiens', gli editori Johann Théodor De Bry e Lucas Jennis, nelle cui opere si trovano tutti gli elementi di un progetto mirante alla riforma del mondo e nel contempo alla trasformazione dell'anima individuale. Saranno questi i capisaldi del pensiero rosacrociano che poi si trasmise alla Massoneria e ad altre fratellanze iniziatiche.

### Il XVIII secolo ed i rapporti con la massoneria

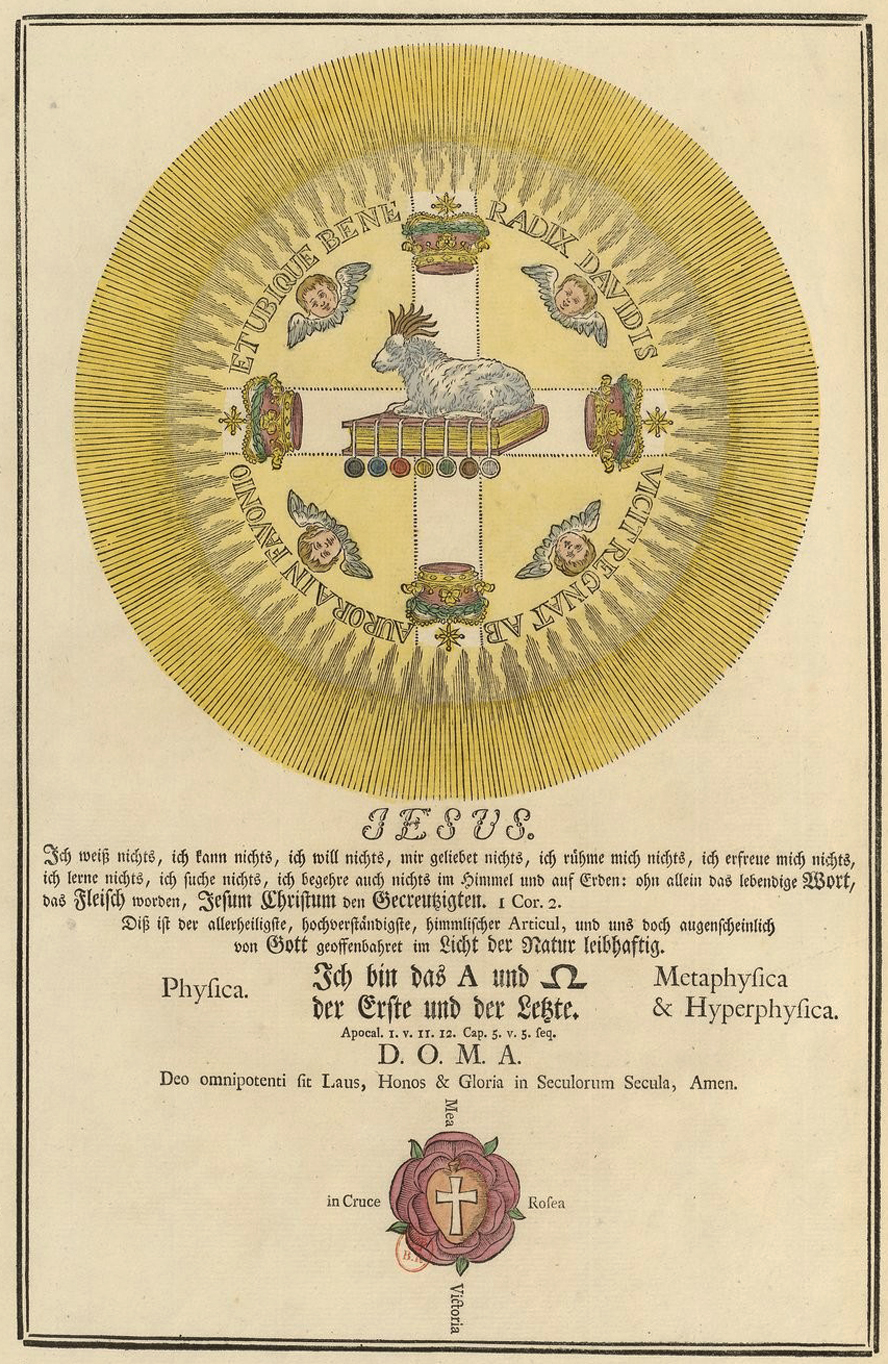
L'Agnello di Dio, pagina da Geheime figuren der Rosenkreuzer, Altona, 1785

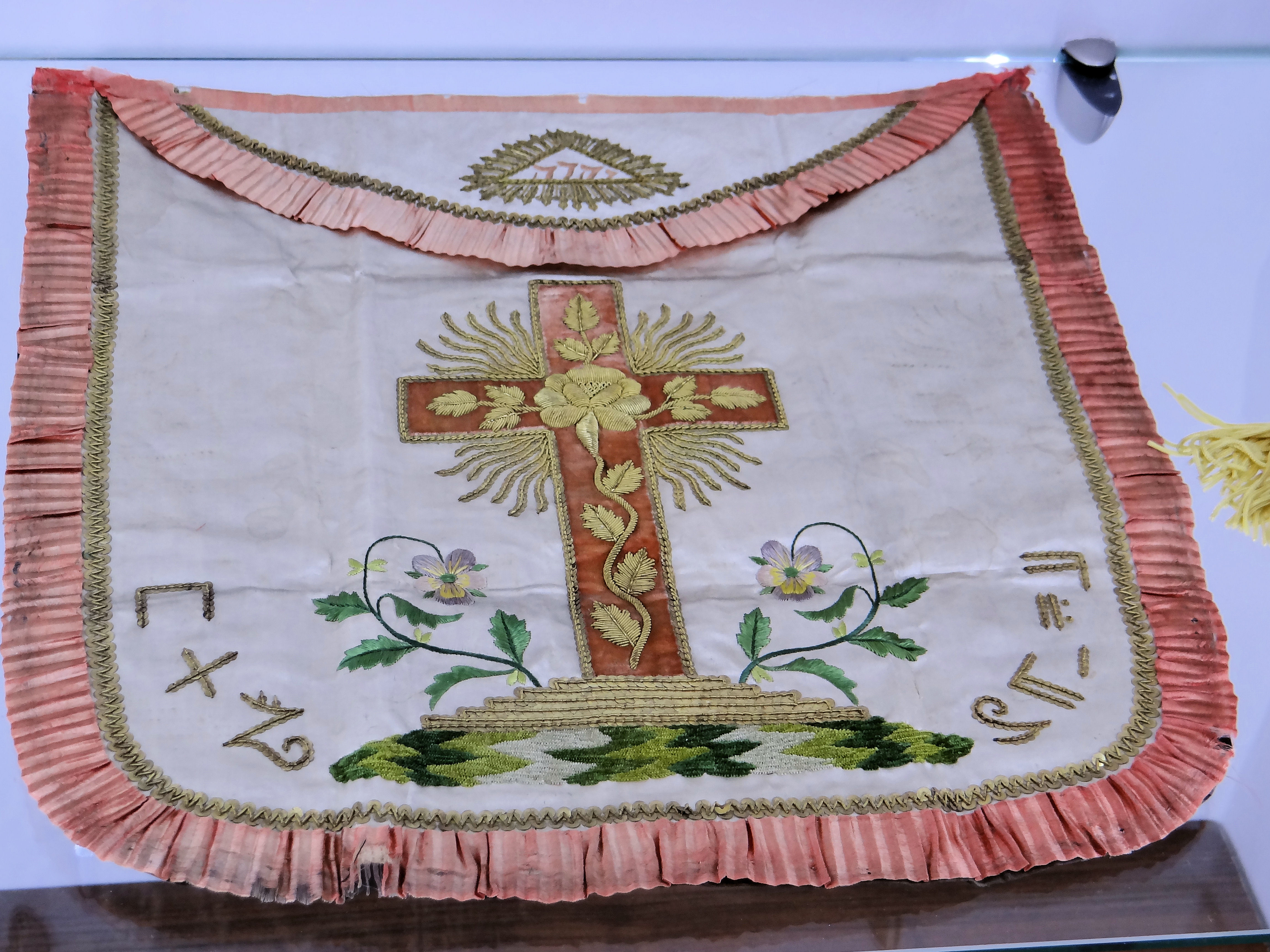
Grembiule massonico: 18º grado del Rito Scozzese Antico e Accettato, Museo Andrzeja Struga a Varsavia

Agl'inizi del XVIII secolo avevano iniziato a fiorire fratellanze di ispirazione rosacrociana. Nel 1710 a Breslavia, in Germania, Samuel Richter, conosciuto dagli adepti come "Sincerus Renatus" fondò l'Ordine della Rosa e della Croce d'Oro, riorganizzato nel 1747 da Hermann Fictuld, un adepto della massoneria tedesca. La stessa fratellanza fu riformata nel 1777 da Johann Rudolf von Bischoffswerder e Johann Christophe Wölner che le assegnarono un nuovo nome: Ordine della Rosa e della Croce d’Oro d’Antico Sistema. In quegli stessi anni, Johann Georg Schwarz diffondeva in alcune logge massoniche russe le dottrine mutuate dai rosacrociani tedeschi.
Nel 1785 gli adepti dell'Ordine della Rosa e della Croce d’Oro pubblicarono ad Altona, presso Amburgo, Geheime Figuren der Rosenkreuzer (Figure segrete dei Rosacroce), consistente in una raccolta di insegnamenti esoterici tramandati per mezzo di immagini simboliche. L'opera era attribuita falsamente a Henricus Madathanus, pseudonimo di Adrian von Mynsicht (1603–1638), autore di numerosi "armamentari" medico-chimici.
In sostanza, nel corso del XVIII secolo diverse società segrete, legate più o meno strettamente alla massoneria, iniziarono a rivendicare una discendenza dal mitico ordine. L'influenza di adepti rosacrociani sulla nascita della massoneria è controversa tutt'oggi discussa. Quel che è certo è che alcune cerimonie e simboli furono occasionalmente adottati anche dalla massoneria inglese. Per esempio, il titolo "Cavaliere Rosa-Croce" o "Cavaliere dell'Aquila e del Pellicano" è la denominazione del 18º grado del "Rito scozzese antico ed accettato". Inoltre, nel "Rito francese" esiste il titolo di "Sovrano Principe RosaCroce, Cavaliere dell'Aquila", corrispondente al IV Ordine.
Anche in Italia vi sarebbero state figure di raccordo tra la massoneria ed il rosacrocianesimo, come ad esempio Giustiniano Lebano,, che ricoprì alte cariche nel rito di Memphis-Misraim e fu una figura importante nei successivi sviluppi esoterici della penisola, influenzando Giuliano Kremmerz e i membri del Gruppo di UR.

### Le fratellanze neo-rosacrociane nel XIX e XX secolo

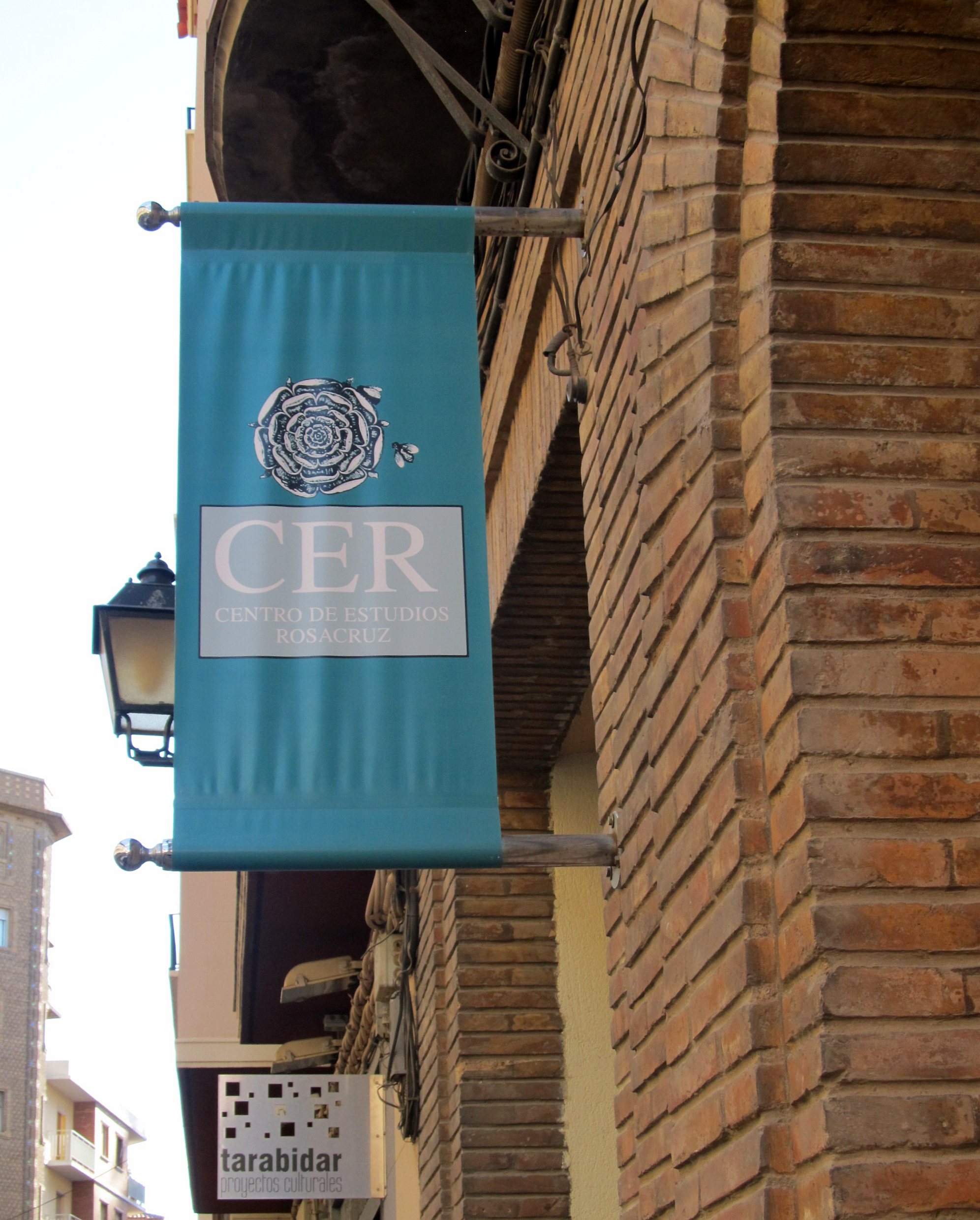
Centro de Estudios Rosacruz (Saragozza)

Nel corso del XIX secolo cominciarono a svilupparsi in varie parti del continente europeo nuove fratellanze iniziatiche ispirate in modo diretto o indiretto al pensiero esoterico seicentesco. La proliferazione è proseguita nel XX secolo, con scioglimenti, avvicinamenti e fusioni tra vari gruppi, come pure passaggi di adepti da un gruppo all'altro. Alcune di queste fratellanze ebbero una vita breve, altre sono sopravvissute sino ad oggi. In considerazione della complessità dell'argomento, dovuta anche alle differenze ideologiche e filosofiche tra le varie denominazioni, conviene offrire qui una lista delle organizzazioni più importanti:
- Societas Rosicruciana in Anglia - SRIA: fondata nel 1866 in Inghilterra da Robert Wentworth Little.
- Fraternitas Rosae Crucis: fondato negli USA nel 1868 da Pascal Beverly Randolph.
- Ordine cabalistico della Rosa-Croce - OCRC: fondato nel 1888 in Francia da Stanislas de Guaita, il cui reggente divenne Ralph Maxwell Lewis, Imperator dell'AMORC.
- Ordine della Rosa-Croce cattolica del Tempio e del Graal: fondato in Francia nel 1890 da Joséphin Péladan, fuoruscito dall'OCRC e in seguito creatore di una nuova branca del suo ordine, la "Rosa-Croce estetica", nonché organizzatore dei Salons de la Rose-Croix a Parigi, a partire dal 1893.
- Associazione Rosicruciana: fondata in Germania nel 1907 dal danese Carl Louis von Grasshoff, meglio noto con lo pseudonimo Max Heindel.
- Fellowship of the Rosy Cross: fondata nel 1915 in Inghilterra da Arthur Edward Waite sulle ceneri dell'Order Rosae Rubae et Albae Crucis, nato in seguito alla dissoluzione del primo Ordine ermetico dell'Alba dorata.
- Antico e Mistico Ordine della Rosa-Croce - AMORC: fondato negli USA nel 1915 da Harvey Spencer Lewis e diffuso in tutto il mondo.[26]
- Lectorium Rosicrucianum: fondato in Olanda nel 1924 da Jan van Rijckenborgh.
- Fraternitas Rosicruciana Antiqua: fondata in Germania nel 1932 da Arnold Krumm-Heller.
- Fratelli Anziani della Rosa Croce: fondato in Francia nel 1971 da Pierre Phoebus, nome iniziatico di Roger Caro.

Alcuni di questi Ordini non sono più esistenti, essendo confluiti de facto nell'AMORC a seguito della fondazione della FUDOSI (Federazione Universale degli Ordini e Società Iniziatiche). L'AMORC è l'Ordine rosacrociano più diffuso al mondo.
Nel 1919 l'AMORC mise radici anche in Italia, quando Harvey Spencer Lewis, nella sua funzione di Imperator, installò Dunstano Cancellieri come Gran Maestro della fratellanza; incarico che Cancellieri coprì fino al 1949, anno della sua morte. Successivamente l’AMORC ha continuato ininterrottamente le sue attività in Italia fino ad oggi, attraverso una catena di Gran Maestri. L'attuale Gran Maestro in Italia è Mirko Palomba.

## La simbologia

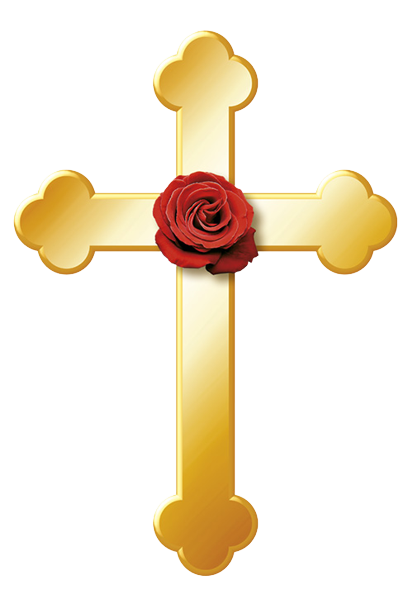
La rosa nella croce

Il simbolo dell'ordine è una croce con al centro una sola rosa rossa. Il termine designa uno stato spirituale che corrisponde ad una conoscenza d'ordine cosmologico che può avere rapporti con l'ermetismo cristiano: il concetto centrale è doppiamente indicato dalla Croce e dal cuore, mentre le gocce di sangue che cadono dalla piaga aperta nel costato di Gesù Cristo si dispongono a forma di rosa.
Esistono anche altre interpretazioni del simbolo che si riferiscono all'evoluzione spirituale dell'uomo: la croce ne rappresenta il corpo fisico e la rosa la personalità psichica e mentale in sviluppo, come la rosa che si apre lentamente alla luce. Altri simboli rosacrociani sono il pellicano e il giglio.
Riguardo ai numeri, la simbologia dei Rosacroce fa riferimento soprattutto ai numeri 3, 4, 7, 10 e 12.

### La simbologia secondo l'AMORC
Secondo l'AMORC, il simbolo della Rosacroce riveste una connotazione universale profonda e complessa, che sintetizza l'armonia tra l'aspetto materiale e quello spirituale dell'essere umano. Esso si compone di due elementi principali: una croce d'oro e una rosa. La croce rappresenta il corpo fisico dell'uomo, il suo aspetto terreno e concreto, mentre la rosa simboleggia l'anima, la dimensione spirituale e immortale che trascende la materia. Questo doppio simbolismo racchiude l'idea di un'unità profonda tra il corpo e l'anima, come due facce inseparabili di un unico essere.
La croce, simbolo tra i più antichi e universali, è rintracciabile fin dall'antichità in molteplici culture, inclusi gli obelischi egizi e le strutture monumentali di Roma. L'egittologo Christian Larré, nella sua interpretazione, sottolinea come l'asse verticale della croce congiunga simbolicamente il cielo e la terra, suddividendo il Cosmo in due polarità fondamentali. L'asse orizzontale, invece, traccia una divisione tra il mondo materiale, tangibile, e quello spirituale, immateriale, creando un confine che separa e al contempo connette queste due dimensioni. Al centro della croce, dove i due assi si incrociano, si trova la rosa. Questo punto di intersezione rappresenta l'anima, la quintessenza dell'essere umano, dove si realizza l'equilibrio tra il mondo fisico e quello spirituale. La rosa è il simbolo dell'anima come congiunzione degli opposti: un luogo sacro in cui la spiritualità e la materia si fondono in una sintesi superiore, in grado di rispecchiare l'unità dell'esistenza.
L'insegnamento dell'AMORC, che si sviluppa in un percorso progressivo, guida l'individuo alla scoperta e alla comprensione delle molteplici dimensioni dell'essere umano. L'approccio dell'AMORC invita a un'esplorazione interiore che si arricchisce e si approfondisce nel tempo, per comprendere sempre meglio la propria natura e il proprio posto nell'universo. In questo contesto, il simbolo della Rosacroce rappresenta la prima, fondamentale divisione dell'essere umano nella sua essenza duale: da un lato la dimensione materiale e sensibile, dall'altro quella spirituale e invisibile, entrambe essenziali per la piena realizzazione dell'individuo. La rosa che progressivamente sboccia sulla croce rappresenta il raggiungimento dello stato di coscienza del Rosa-Croce, ossia l'illuminazione.

## Aspetti dibattuti

### Le ipotesi attorno alla nascita
Secondo la leggenda l'ordine venne fondato nel 1407 da un pellegrino tedesco di nome Christian Rosenkreuz (Rosen = rosa; Kreuz = croce) (1378-1484) al suo ritorno in Germania. Soggiornò a Damasco e in Terra santa dove avrebbe studiato l'occultismo. Sembra che l'ordine fosse limitato a soli otto membri e che si fosse estinto immediatamente dopo la sua morte, per rinascere solo nel XVII secolo.
Secondo una leggenda meno conosciuta e circolante in ambiente massonico l'ordine sarebbe invece stato creato già nell'anno 46, quando il saggio gnostico alessandrino Ormus e sei suoi discepoli si convertirono al Cristianesimo ad opera di San Marco evangelista, fondendo la dottrina cristiana con le religioni misteriche dell'antico Egitto: Christian Rosenkreuz sarebbe stato iniziato a quest'ordine divenendone il gran maestro invece di averlo fondato.
Secondo l'antroposofo Rudolf Steiner, la corrente rosacrociana moderna si sarebbe rinnovata nel XIII secolo in un luogo imprecisato dove si riunirono dodici personalità dotate di conoscenze particolarmente elevate, rappresentanti complessivamente delle religioni del loro tempo e di tutta la sapienza umana fino allora accumulata. Costoro avrebbero accolto nella loro cerchia segreta un tredicesimo giovane adepto, fisicamente gracile ma spiritualmente devoto, che venne gradualmente istruito fino a compendiare in sé, in forma nuova, i loro insegnamenti. Egli avrebbe avuto allora la visione di un cristianesimo quale religione universale, sintesi suprema di ogni altra ma in chiave esoterica, rivivendo l'esperienza di San Paolo sulla via di Damasco. Morto in giovane età, si sarebbe reincarnato nel XIV secolo come Christian Rosenkreuz. Recatosi a Damasco, poté recuperare la sapienza appresa nella sua vita precedente, che ritrasmise ai discepoli dei suoi dodici maestri passati, fino all'età di 100 anni, insegnando loro i misteri della spiritualità cristiana nelle forme nuove della Rosacroce, rese adatte alla mentalità del loro tempo. Ancora nel XVIII secolo si sarebbe reincarnato nel Conte di Saint Germain, ma il suo impulso rosacrociano avrebbe continuato ad agire anche oltre la sua vita terrena, fino ad oggi.

### Il rosacrocianesimo antroposofico-goethiano

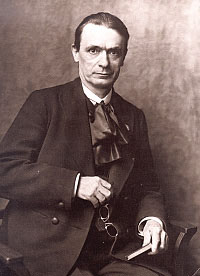
Rudolf Steiner

Una nuova interpretazione del simbolismo rosacrociano è quella apparsa agli inizi del XX secolo ad opera del già citato fondatore dell'antroposofia, Rudolf Steiner, il quale contrapponeva il metodo di iniziazione dei Rosacroce a quello gesuita. Rosacrocianesimo e gesuitismo, pur entrambi cristiani, divergono secondo Steiner in maniera speculare sin dal loro apparire nel XV secolo, per la radicale differenza nell'educazione della volontà del discepolo: quest'ultima, nell'antroposofia, deve essere innanzitutto preparata dal pensare cosciente, cioè attraverso lo studio e la conoscenza meditata dei fondamenti della scienza dello spirito, i quali consentiranno di risvegliare sentimenti purificati che agiranno a loro volta nella sfera più sacra e intima della volontà. Questa va lasciata integra e libera, a differenza del metodo gesuita che, secondo Steiner, agirebbe su di essa tramite appositi esercizi spirituali di natura coercitiva e suggestiva.
L'antroposofia steineriana intende pertanto presentarsi come un rosacrocianesimo aggiornato ai nuovi tempi, che si accosta all'uomo attuale esclusivamente tramite la conoscenza, per penetrare la quale, come spiegato dal suo fondatore nel libro La saggezza dei Rosacroce, non sono necessarie particolari doti chiaroveggenti ma una padronanza delle capacità logiche. L'insegnante, per questo motivo, non va più considerato come un'autorità indiscussa, ma allo stesso livello di un maestro che insegni una materia, senza il quale non si possa procedere speditamente.
L'approccio rosacrociano va adattato secondo Steiner alla mentalità odierna che si sarebbe rinnovata a partire dal XIX secolo: mentre nei primi tempi esso si indirizzava prevalentemente allo studio della scienza naturale, ora andrebbe rivolto alla scienza occulta. Goethe è considerato da Steiner colui che ha rigenerato gli impulsi della Rosacroce in maniera consona all'umanità dei nuovi secoli, sicché il metodo da seguire per privilegiare il pensiero cosciente è quello goethiano.
Chiunque può, a suo dire, allenare per proprio conto il pensiero ad innalzarsi ai gradi superiori della coscienza ordinaria meramente rappresentativa, che sono progressivamente quelli dell'immaginazione, dell'ispirazione, e infine dell'intuizione, praticando ripetutamente l'«esercizio della Rosacroce» descritto da Steiner nel suo libro La scienza occulta, dove prospetta una meditazione visiva sul significato della croce e di sette rose fiorite al centro di essa.

### L'alchimia rosacrociana secondo Steiner

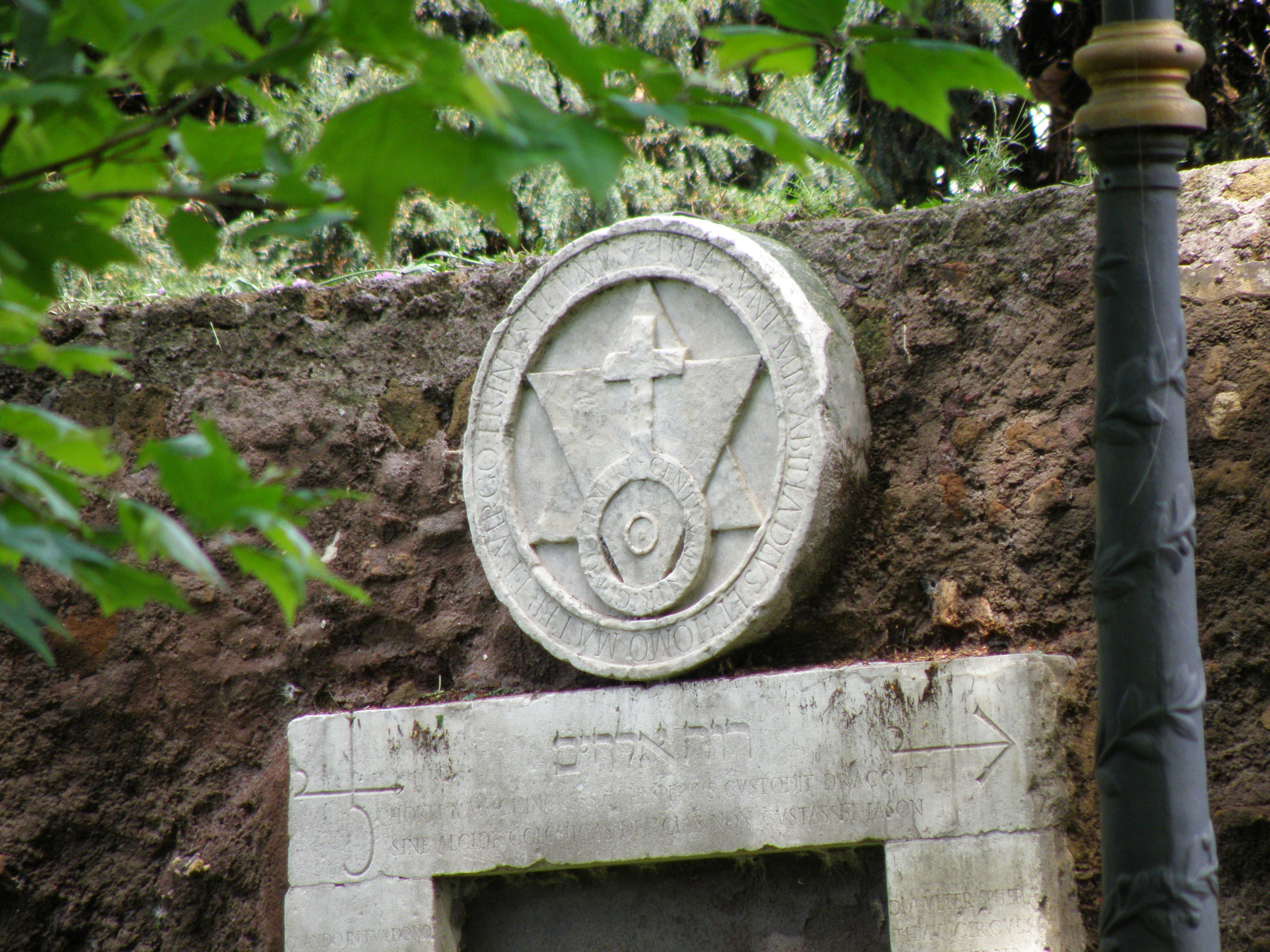
Simboli alchemici sul frontone della Porta Magica a Roma, riconducibili alle figure contenute nell'Aureum Seculum Redivivum di Henricus Matadanus, alias Adrian von Mynsicht, antico esponente dei Rosacroce.

Lo studio della scienza naturale, praticato dai seguaci di Christian Rosenkreuz, verteva secondo Rudolf Steiner sui processi di quella che è conosciuta come alchimia, così come l'astrologia studiava gli eventi del cielo. Tre in particolare erano i processi naturali oggetto di indagine, dietro i quali i teosofi rosacroce sentivano muoversi i pensieri di sublimi Esseri divini, che agivano nel macrocosmo della natura come nel microcosmo della loro anima:
- la formazione dei Sali, ottenuti per condensazione dopo il loro scioglimento in un liquido e la successiva evaporazione di questo; qualunque passaggio dallo stato liquido a quello solido veniva posto in analogia con la preghiera, per la sua capacità di fissare nell'anima dei depositi o pensieri cristallini di vita spirituale che la preservassero dalla putrefazione della materia: i fenomeni della corruzione risultavano così trasmutati per l'azione del sale in grado di conservare la vita a venire;
- la soluzione di un liquido ad opera di un solvente chiamato Mercurio, nel quale l'alchimista vedeva la stessa capacità di scioglimento propria dell'amore;
- la combustione dello Zolfo, cioè di qualunque sostanza infiammabile, sotto l'effetto del fuoco, che egli interpretava come un segno con cui gli Esseri Spirituali operavano un sacrificio di se stessi in onore di più alte Gerarchie divine.[36]

L'uomo di oggi non ha nemmeno una giusta idea di ciò che si possa sentire davanti a simili fenomeni naturali. Il teosofo medioevale sperimentava un intero dramma dell'anima, mentre otteneva così un metallo nel suo laboratorio. Dal processo che occorreva, per esempio, per ottenere l'antimonio provenivano all'alchimista sperimentatore delle enormi esperienze morali.»
(Rudolf Steiner,  Mistero e personalità di Christian Rosenkreuz (PDF). URL consultato il 2 dicembre 2017 (archiviato dall'url originale il 16 maggio 2017)., conferenze del 1912, Gruppo di San Remo, 1941, p. 21)
Le conoscenze così acquisite sui processi della vita e della morte erano espresse dal teosofo alchimista in forma di simboli, dalla forte carica evocativa, che evitassero di considerare quei fenomeni da un punto di vista riduttivo e meramente esteriore. Anche l'oro materiale così ottenuto non aveva alcun valore per lui in confronto alle esperienze vissute interiormente, da cui l'obbligo morale di non venderlo mai per denaro, bensì di donarlo.

### Controversie sulle derive settarie di alcuni movimenti rosacrociani
Diverse organizzazioni che rivendicano di essere Rosacroce sono state sospettate di settarismo da parte delle autorità francesi.
L'Alleanza Rosa-Croce, il Lectorium Rosicrucianum e l'AMORC sono menzionati a diverso titolo nei rapporti della commissione parlamentare sulle sette in Francia del 1995 (rapporto generale) e del 1999 (le sette e il denaro). L'AMORC fece causa per diffamazione contro il presidente della commissione Jacques Guyard che riconobbe in seguito che l'AMORC esercitava il suo ruolo associativo in piena legalità e nel rispetto del libero pensiero.
L'esoterista René Guénon, studioso di movimenti spirituali e fautore di un ritorno alle forme di un'autentica Tradizione iniziatica, non vedeva più alcun collegamento tra i nuovi ordini sedicenti rosacrociani e la confraternita dei secoli passati:
(René Guénon,  Il teosofismo (PDF). URL consultato il 2 dicembre 2017 (archiviato dall'url originale il 4 febbraio 2019). [1921], § III, Parigi, Éditions Traditionnelle, 1965)

### Leggendari membri dell'Ordine
Sugli effettivi componenti dell'Ordine non vi sono fonti storiche che ne accertino l'appartenenza, specie se anteriore al XVI secolo, ma solamente leggende. In ambito massonico la sua origine verrebbe fatta risalire già al 46 d.C.
Tra i personaggi celebri di cui si è congetturata un'affiliazione ai Rosacroce, vi sono Raimondo Lullo, Leonardo da Vinci, Paracelso, Nostradamus, Giordano Bruno, Francesco Bacone, Shakespeare, Galileo Galilei, Cartesio, Isaac Newton, Leibniz, Bach, Goethe, Mozart, Beethoven, Victor Hugo, e altri.
Nella biografia su Descartes di Adrien Baillet, ad esempio, si afferma che il filosofo francese sarebbe stato introdotto ai Rosa-Croce nel 1620 dal matematico Johann Faulhaber e in seguito accettato nell'Ordine con il nome di Renato Cartesio.